# Patrick Zachmann
Patrick Zachmann est un photographe, photojournaliste et réalisateur de cinéma français, né le 18 août 1955 à Choisy-le-Roi.
Membre de l'agence Magnum depuis 1990, il est lauréat du prix Niépce en 1989 et du prix Nadar en 2016.
Son œuvre s'inscrit dans une démarche à caractère sociologique, à travers des sujets qu'il traite sur de longues périodes. Photographe profondément ancré dans son époque, il utilise toutes les formes d'expression offertes par la photographie, le cinéma et la vidéo dans le but d'assumer ce qu'il appelle son « devoir de mémoire. »
De 1980 à 2007 il produit un travail sur le paysage, mettant en exergue des aspects de banalité, avec Ma proche banlieue.

## Biographie
Patrick Zachmann se lance en 1976, après un stage avec Guy Le Querrec lors des Rencontres internationales de la photographie à Arles, dans une carrière de photographe indépendant.
Il réalise de nombreux reportages pour la presse française et internationale, s'intéressant aux questions liées à l'identité, à la mémoire et à l'immigration, que ce soit dans le cadre de ses recherches personnelles ou de commandes. Il réalise ainsi de nombreux travaux sur l'immigration à travers le monde : l'insertion des jeunes immigrés dans les quartiers nord de Marseille, la diaspora chinoise ou encore l'émigration malienne.
En 1982, il s'intéresse à la mafia napolitaine et publie l'année suivante son premier livre, Madonna!, aux éditions des Cahiers du cinéma. En 1987, il publie aux éditions Contrejour Enquête d'identité, fruit d'un projet de sept ans sur l'identité juive, faisant directement référence à ses propres origines.
En 1985, il intègre l'agence Magnum dont il devient membre à part entière en 1990.
En 1989, son reportage sur les événements de la place Tiananmen à Pékin marque le début d'une vaste étude sur la diaspora chinoise à travers le monde qui durera huit ans, publiée en 1995 sous le titre W. ou l’œil d’un long-nez chez Marval.
En novembre 2014, à la Galerie Magnum, lors du Mois de la Photo à Paris, puis en mars 2015, au musée Nicéphore-Niépce, à Chalon-sur-Saône, Patrick Zachmann présente le résultat d'un travail de deux ans sur les migrants sur les deux rives de la Méditerranée, dans une exposition intitulée Mare Mater.
En avril 2016, les éditions Xavier Barral publient So Long, China, un ouvrage rassemblant près de 350 photographies noir et blanc et couleur, fruit d'un travail au long cours réalisé lors des nombreux séjours effectués depuis 1982 dans un pays en pleine mutation, dans lequel Patrick Zachmann s'attache en premier lieu à la question de l'identité. Ce livre est récompensé par l'attribution du prix Nadar en 2016.
Après l’incendie de Notre-Dame de Paris en avril 2019, Patrick Zachmann est choisi pour photographier au long cours le chantier de reconstruction de la cathédrale. Ses photos sont exposées sur les palissades dans la rue du Cloître-Notre-Dame et sur le parvis au fur et à mesure de la progression des travaux,.
À l’occasion de la rétrospective Voyages de mémoire au Musée d'Art et d'Histoire du judaïsme à Paris, il fait don en 2021 de 150 tirages originaux qui constituent un fonds de référence pour son œuvre.

## Expositions

### Expositions personnelles
- 1984/1987-1998 : Enquête d’identité, Galerie Photo FNAC Forum, Paris ; Galerie Magnum, Paris ; musée d'art et d'histoire du judaïsme, Paris.
- 1995/1997-2000 : W. ou l’œil d’un long-nez, Visa pour l'image, Perpignan, France ; Photographer’s Gallery, Londres, Grande-Bretagne ; Sala Municipal, Valladolid, Espagne ; puis présentée dans dix pays d’Asie.
- 1997 : Maliens, ici et là-bas, Parc de la Villette, Paris.
- 2001-2004 : Chili. Une mémoire en route, musée des Beaux-Arts, Santiago du Chili, Chili ; Centre d'histoire de la résistance et de la déportation, Lyon, France ; Festival international de photographie, Pingyao, Chine ; Festival de photographie, Rome, Italie ; Galerie de l'Institut français de Barcelone, Espagne.
- 2008 : Confusions chinoises. Faux-semblants, Festival de photographies en plein air, La Gacilly.
- 2009 : Ma proche banlieue, photographies 1980-2007, Cité nationale de l'histoire de l'immigration, Paris.
- 2010 : Un jour, la nuit, Galerie Negpos, Nîmes.
- 2010 : Paysages autoroutiers, Galerie Magnum, Paris.
- 2014 : Mare Mater, Mois de la Photo, Galerie Magnum, Paris.
- 2015 : Mare Mater, musée Nicéphore-Niépce, Chalon-sur-Saône.
- 2019 : Les premiers mois de la renaissance de Notre-Dame de Paris, Parvis de la cathédrale Notre-Dame de Paris[4].
- 2020 : Les bâtisseurs d’aujourd’hui, Parvis de la cathédrale Notre-Dame de Paris[7].
- 2021 : Voyages de mémoire, musée d'Art et d'Histoire du judaïsme, Paris, du 2 décembre 2021 au 6 mars 2022[6],[8].

### Expositions collectives
Liste non exhaustive
- 1988 : Magnum en Chine, Rencontres internationales de la photographie, Arles

## Publications
- Madonna!, Éd. Cahiers du cinéma, 1983
- Enquête d’identité, un juif à la recherche de sa mémoire, avec Brigitte Dyan, Contrejour, 1987

- 20 ans de rêves, Syria Éditions, 1994
- W. ou l’œil d’un long-nez, Marval, 1995
- Maliens, ici et là-bas, Plume, 1997

- Chili, les routes de la mémoire, Marval, 2002 :
- Good Nights, Adam Biro, 2008
- Ma proche banlieue, éditions Xavier Barral, 2009
- Patrick Zachmann, Coll. Photo Poche, Robert Delpire, 2009

- So Long, China, éditions Xavier Barral, 2016[9], (Prix Nadar 2016).
- Patrick Zachmann, Olivier de Châlus, Notre-Dame. Histoire d'une renaissance, Paris, Bayard Culture, 2021, 208 p. (ISBN 978-2-227-49980-5)[6]

## Filmographie
- 1992 : Réalisation des images vidéo pour l'émission Hong-Kong 1997 de Jean-Christophe Victor pour Arte, (26 min).
- 1993 : Réalisation d'un court métrage vidéo de 10 min sur Belleville dans le cadre de la série The Magnum eye pour la télévision japonaise NHK.
- 1994 : Réalisation d'un court métrage vidéo sur le retour d'un émigré malien dans son village natal, diffusé à La Villette dans le cadre de l'exposition Maliens, ici et là-bas.
- 1994-1998 : Réalisation du court métrage La mémoire de mon père, 31 min.
- 1999-2002 : Réalisation de son premier long métrage : Allers-retour. Journal d'un photographe, 68 min, produit par l'INA.
- 2006-2008 : Réalisation du film Bar Centre des Autocars, produit par Les Films d'Ici, 56 min.

## Prix et distinctions

### Photographie
- 1986 : Bourse Villa Médicis hors les murs
- 1989 : Prix Niépce
- 1992 : Art Directors Club Merit Award, New York
- 2007 : Aide à la Création de la Délégation aux arts plastiques (DAP) du Ministère de la Culture, Paris
- 2009 : Prix du Beau livre de l'année, pour Ma proche banlieue (Ed. Xavier Barral)
- 2016 : Prix Nadar, pour So Long, China, publié aux éditions Xavier Barral

### Cinéma
- 1999 : Sélection officielle du Festival du réel au Centre Georges Pompidou, Paris pour La mémoire de mon père
- 1999 : 1er Prix du Festival « Les Écrans du documentaire »  pour La mémoire de mon père
- 2002 : Grand Prix du Festival international du documentaire et de la création vidéo de Pampelune (Espagne) pour Allers-retour. Journal d’un photographe
- 2002 : Sélection aux États généraux du film documentaire de Lussas pour Allers-retour. Journal d’un photographe
- 2015 : Lauréat de la Fondation Gan pour le Cinéma pour le long-métrage Mister Wu (Prix Spécial)[10]

## Collections publiques
Liste non exhaustive
- Musée d'Art et d'Histoire du judaïsme[6]